# Leopold Jansa

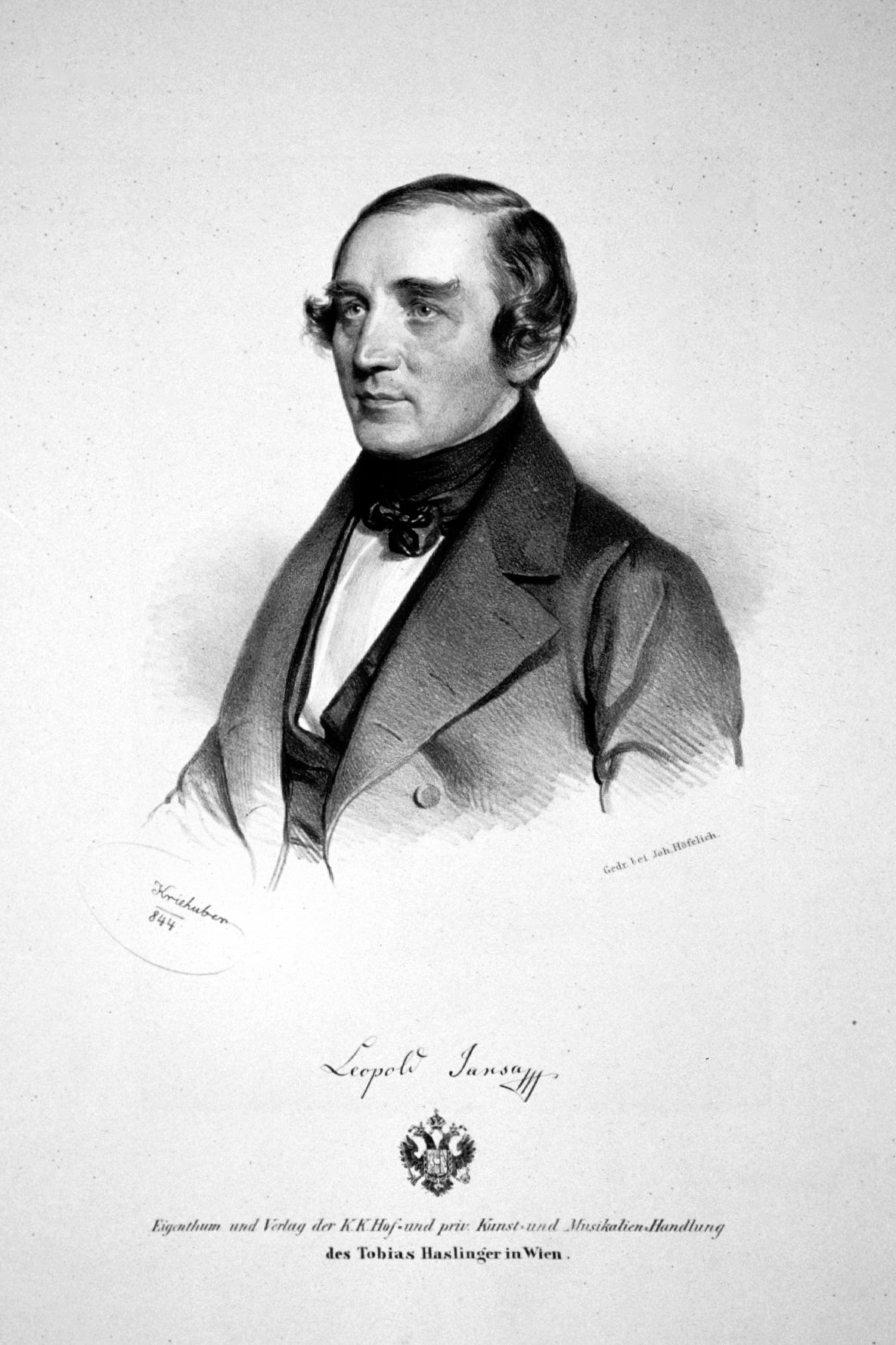
Leopold Jansa na litografii autorstwa Josefa Kriehubera z 1844 roku

Leopold Jansa (23 marca 1795 w Wildenschwert, zm. 25 stycznia 1875 w Wiedniu) – czeski skrzypek, kompozytor i pedagog muzyczny.
Urodził się w Wildenschwert (obecne Uście nad Orlicą). Brał lekcje gry na skrzypcach jako dziecko w swoim rodzinnym mieście. Ukończył naukę w Brnie. W 1817 roku przybył do Wiednia, by studiować prawo. Zamiast tego zaczął naukę muzyki u Jana Václava Voříška i Emanuela Förstera.
W 1823 roku został członkiem Staatsorchester Braunschweig. W 1824 roku wstąpił do Opery Wiedeńskiej. W 1834 roku został dyrektorem muzycznym i profesor na Uniwersytecie Wiedeńskim. W latach 1834–1850, był członkiem w różnych kwartetów smyczkowych. W latach 1847–1848 uczył gry na skrzypcach w Konserwatorium Wiedeńskim.
Utracił stanowisko w Wiedniu za udział w koncercie w Londynie na rzecz rewolucji węgierskiej. Od 1848 roku przebywał w Londynie jako nauczyciel muzyki. W 1868 powrócił do Wiednia po ogłoszeniu amnestii.
Wśród jego uczniów była Wilma Neruda oraz Károly Goldmark.
Komponował kameralne utwory muzyczne i skrzypcowe.